# ディリクレ核
解析学におけるディリクレ核（ディリクレかく、英: Dirichlet kernel）は、函数列
{\displaystyle D_{n}(x)=\sum _{k=-n}^{n}e^{ikx}=1+2\sum _{k=1}^{n}\cos(kx)={\frac {\sin \left(\left(n+1/2\right)x\right)}{\sin(x/2)}}}
の各項を総称するものである。名称はヨハン・ペーター・グスタフ・ルジューヌ・ディリクレに因む。

## フーリエ級数との関係
ディリクレ核はフーリエ級数との関連において重要である。ディリクレ核 Dn と周期 2π の任意の函数 f との畳み込みは f の n-次のフーリエ級数近似となる。すなわち、
{\displaystyle {\hat {f}}(k)={\frac {1}{2\pi }}\int _{-\pi }^{\pi }f(x)e^{-ikx}\,dx}
を f の k-次フーリエ係数として、
{\displaystyle (D_{n}*f)(x)={\frac {1}{2\pi }}\int _{-\pi }^{\pi }f(y)D_{n}(x-y)\,dy=\sum _{k=-n}^{n}{\hat {f}}(k)e^{ikx}}
が成り立つ。このことは、フーリエ級数の収束性を調べるにはディリクレ核の性質を調べれば十分であることを示している。特に重要なのは、Dn の L1-ノルムが n → ∞ とする極限で無限大に発散するという事実である。この発散の度合いは
{\displaystyle \|D_{n}\|_{L^{1}}\approx \log n}
と評価することができる。ここで "≈" は「（増大度が）～の程度である」という意味である。フーリエ級数に対する発散現象の多くは、一様可積分性の欠如によるものである。たとえば、一様有界性原理とあわせれば連続函数のフーリエ級数が激しく各点収斂しない可能性が示せる（詳細はフーリエ級数の収束性の項を参照）。

## デルタ函数との関係
周期的デルタ函数（これは「集合から集合への写像」という意味では函数ではなく、シュワルツ超函数とも呼ばれる超函数と考えるべきである）に 2π を掛ければ、周期 2π の函数同士の畳み込みの単位元が得られる。すなわち、周期 2π の任意の函数 f に対して
{\displaystyle f*(2\pi \delta )=f}
が成立する。このデルタ函数のフーリエ級数表現は
{\displaystyle 2\pi \delta (x)\sim \sum _{k=-\infty }^{\infty }e^{ikx}=\left(1+2\sum _{k=1}^{\infty }\cos(kx)\right)}
であり、したがって（ちょうどこの級数の部分和の列となっている）ディリクレ核は「近似単位元」であると考えることができる。しかし、抽象的な話をすれば、これは正の元からなる近似単位元とはなっていない（このことが、前述のようなフーリエ級数の一様可積分性の欠如や各点収束しないといった議論につながる）。